# I Am a Hero (Manga)
I Am a Hero (jap. アイアムアヒーロー, Ai Amu A Hīrō) ist ein Manga von Kengo Hanazawa, der von 2009 bis 2017 erschien. Shinsuke Satō adaptierte das Werk als Kinofilm I Am a Hero, der seine Premiere am 13. Oktober 2015 auf dem Sitges Festival Internacional de Cinema Fantàstic de Catalunya feierte. 2015 erschien außerdem der Ableger I Am a Hero in Osaka, der wie die erste Serie auch auf Deutsch erschien. 

## Handlung
Protagonist ist der 35-jährige erfolglose Manga-Zeichner Hideo Suzuki (鈴木 英雄), der sich als Manga-Assistent durchschlagen muss, da kein Verlag seine eigene Serie veröffentlichen will, weil deren Figuren zu langweilig seien. Der einzige Lichtblick in seinem Leben ist seine Freundin Tetsuko Kurokawa (黒川 徹子), genannt Tekko. Eines Tages bricht eine seltsame Krankheit namens ZQN aus die Menschen in Zombies verwandelt und der auch Tekko zum Opfer fällt, so dass er sie aus Notwehr töten muss.
Nur bewaffnet mit einer Schrotflinte und einem Rucksack muss Hideo aus der Stadt fliehen und ums Überleben kämpfen immer unter dem Hintergrund der großen Frage ob nun die Zombies oder die anderen Menschen die größere Gefahr darstellen.

## Veröffentlichungen
Der Manga von Kengo Hanazawa erschien vom 20. April 2009 (Ausgabe 22–23/2009) bis 27. Februar 2017 (Ausgabe 13/2017) im Manga-Magazin Big Comic Spirits des Verlags Shōgakukan. Die Kapitel wurden in 22 Sammelbänden (Tankōbon) zusammengefasst, der Abschlussband erschien am 30. März 2017. Von Juni bis Dezember 2015 erschien eine Ablegerserie von Yūki Honda unter dem Titel I Am a Hero in Osaka.
Der Manga wurde von Juli 2012 bis Juni 2018 auf Deutsch bei Carlsen komplett veröffentlicht. Im Juni 2017 wurde auch I Am a Hero in Osaka auf Deutsch herausgebracht. Weitere Übersetzungen erscheinen bei Dark Horse Comics in den USA, Kana in Frankreich, Editorial Ivréa in Argentinien, Panini Comics in Mexiko, Norma Editorial in Spanien, GP Manga in Italien, sowie Tong Li in Taiwan. 
Am 12. April 2016 erschien der Anthologiecomic 8 Tales of the ZQN für die andere Mangaka Kurzgeschichten zeichneten, die in der Welt von I Am a Hero spielen. Die beteiligten Mangaka (mit ihrem Hauptwerk in Klammern) waren Etsuko Mizusawa (Hana no Zubora-Meshi), Mengo Yokoyari (Kuzu no Honkai), Masakazu Ishiguro (Soredemo Machi wa Mawatteiru), Makoto Ojiro (Fujiyama-san wa Shishunki), Junji Itō (Uzumaki), Akane Torikai (Sensei no Shiroi Uso), Tarō Nogizaka (Iryū) und Yōji Yoshimoto (Hikage Kin’yū (Jigoku) Den).
Am 27. März 2017 soll der Anthologieroman I Am a Hero: The Novel erscheinen mit Kurzgeschichten von sieben Autoren.

## Rezeption
Der Manga gewann 2013 den 58. Shōgakukan-Manga-Preis in der allgemeinen Kategorie. Im selben Jahr erhielt er eine Nominierung für das Angoulême International Comics Festival. Zwischen Ende November 2015 und Mai 2016 verkaufte sich der Manga in Japan knapp eine Million Mal.